# Лаїшевка (Ульяновський район)
Лаїшевка (рос. Лаишевка) — залізнична станція в Ульяновському районі Ульяновської області Російської Федерації.
Населення становить 448 осіб. Входить до складу муніципального утворення Тимирязевське сільське поселення.

## Історія
Від 2004 року входить до складу муніципального утворення Тимирязевське сільське поселення.

## Населення
| 2010 |
| ---- |
| 448  |